# Michel Plasson
Michel Plasson   (17è districte de París, 2 d'octubre de 1933) és un director d'orquestra francès.

## Biografia
Va estudiar amb el pianista clàssic Lazare Lévy al Conservatori de París. Fins a l'any 1958 també es va poder escoltar com a bateria a l'Européen (situada a la rue Biot de París), en discoteques, cabarets (va participar en enregistraments amb Édith Piaf), a la fossa de l'orquestra de Jo Ricotta mentre Roger Nicolas i Christian Selva tocava Mon p'tit pote.
Després de guanyar un primer premi al Concurs de Besançon l'any 1962, Michel Plasson va marxar als Estats Units per consell de Charles Munch. Allà va perfeccionar les seves habilitats amb Erich Leinsdorf, Pierre Monteux i Leopold Stokowski abans de tornar a França el 1965. Va ser director musical de la ciutat de Metz durant tres anys, abans de traslladar-se a Tolosa el 1968, per dirigir l'Orquestra Nacional del Capitoli de Tolosa, que va ajudar a elevar a nivell internacional. Des de principis dels anys noranta, Michel Plasson també ha treballat regularment amb l'Orquestra Filharmònica de Dresden, de la qual va ser director titular durant set anys.
Demanat per les més grans orquestres i òperes d'Europa, els Estats Units, la Xina i el Japó, Michel Plasson dona vida a la música que estima, en particular la música francesa dels segles xix i xx de la qual és un dels apòstols eminents. En les últimes temporades, ha estat convidat a l'Òpera de Xangai per a Carmen de Georges Bizet; al Teatro Massimo de Palerm per a Manon de Jules Massenet i Faust de Charles Gounod; al Teatre de la Maestranza de Sevilla per Werther de Massenet i Roméo et Juliette de Gounod; al Teatre Reial de Parma per La Damnation de Faust d'Hector Berlioz, a l'Òpera de Zúric per Le Cid de Massenet; a l'Òpera de Pequín per Le Roi d'Ys d'Édouard Lalo; a les Chorégies d'Orange per a Carmen i Faust; al Mégaron d'Atenes per a Thaïs de Massenet; a Estrasburg per Werther de Massenet i Les Troyens de Berlioz etc. Durant la temporada 2010-2011, Michel Plasson va dirigir notablement Werther a l'Opéra Bastille i La Damnation de Faust a Tòquio.
Michel Plasson també dirigeix les orquestres que el conviden habitualment: a França, l'Orchestre de París, l'Orchestre de l'Òpera de Niça; a Europa, les principals orquestres espanyoles, en particular les de Barcelona, Madrid, València, Sevilla i Las Palmas, així com l'Orquestra Filharmònica de Rotterdam, la majoria de les grans orquestres italianes, l'Orchestre de la Suisse Romande, l'Orquestra de la Suïssa italiana a Lugano. Dirigeix regularment l'Orquestra Simfònica Nacional de la Xina, de la qual va ser director titular durant set anys i que va dirigir a Viena, Varsòvia, Alemanya, Rússia, Xina, així com l'Orquestra Filharmònica de Tòquio al Japó.
El 4 de juny de 2010, Michel Plasson va ser nomenat comandant de la Legió d'Honor mentre estava a la Xina. El seu fill Emmanuel Plasson també és director d'orquestra.

## Discografia
Més d'un centenar d'enregistraments editats per CBS, després per EMI Classics en són testimoni (Camille Saint-Saëns, Maurice Ravel, Arthur Honegger, Richard Strauss, Albéric Magnard, Vincent d'Indy, Joseph-Guy Ropartz, César Franck, Henri Dutilleux, Albert Roussel, Giuseppe Verdi, Ernest Chausson, Jacques Offenbach, Hector Berlioz, o a Berlin Classics (poemes simfònics de Franz Liszt).

## Honors
- Comansant de la Legió d'Honor (4 de juny de 2010)
- Comandant de l'Ordre Nacional del Mèrit (nomenat el 10 de novembre 1998); Oficial de 5 de maig de 1988[3]
- Comandant de l'Ordre de les Arts i les Lletres (2 de febrer de 1992)[4]